# Консорциум
Консорциумът (на латински: consortium, което означава „сдружение“ или „общество“) е временно дружество за изпълняване на определена задача или за предоставяне на определена услуга или продукт по по-ефикасен начин.
Това е сдружение на 2 или повече лица, компании, университети или правителства (или всякакви комбинации от изброените) с цел участие в обща дейност или общо ползване на ресурси за постигане на обща цел. Всеки участник запазва своето самостоятелно юридическо положение и следователно контролът на консорциума върху всеки участник е общо взето ограничен до неща, свързани с общата им дейност, като например разпределянето на приходите. Консорциум се създава чрез договор, който очертава правата и задълженията на всеки член. Термин с подобно значение е „джойнт венчър“ (joint venture, „съвместна авантюра“).
Пример за консорциум със стопанска цел е Еърбъс (на англ.: Airbus). Формиран през 1970 г., Еърбъс е един от най-големите производители на пътнически самолети в света. Еърбъс е собственост на EADS (80%) и British Aerospace (20%). EADS от своя страна е обединение на Aérospatiale-Matra от Франция, Daimler-Chrysler Aerospace от Германия, и Construcciones Aeronáuticas от Испания, които в началото са отделни участници в консорциума, притежавайки съответно по 37,9%, 37,9%, и 4,2%. Статутът на Еърбъс като консорциум означава, че приходите се разпределят на партниращите си компании според тяхното участие. Работата се разпределя по същия начин както приходите.

## Правна дефиниция и източници
Правната дефиниция на консорциума се съдържа в Глава осемнадесета на търговския закон на Република България, а именно:
Обединения (Загл. Изм. – ДВ, Бр. 104 ОТ 2007 Г.)
Раздел I.
Консорциум
Определение
Чл. 275. Консорциумът е договорно обединяване на търговци за осъществяване на определена дейност.
Приложими разпоредби
Чл. 276. За консорциума се прилагат съответно правилата за гражданското дружество или за дружеството, във формата на което е организиран консорциумът.
Договорът за консорциум, учреден като гражданско дружество, се урежда в глава XV на ЗЗД, чл. 357 – 364, наречено „Дружество“. В чл. 357 на закона този вид договор е дефиниран като договор, с който „две или повече лица се съгласяват да обединят своята дейност за постигане на една обща стопанска цел“. 
По смисъла на чл.1, ал. 2 на Закона за счетоводството (ЗСч.) неперсонифицираните граждански дружества са предприятия.

## Известни консорциуми
- World Wide Web Consortium (W3C)
- The Open Group – създаден при сливането на X/Open с Open Software Foundation през 1996 г.
- Консорциум „Магистрала „Тракия““ АД – създаден през 1994 г. от две български държавни и три португалски частни фирми с цел доизграждане и експлоатиране на българската магистрала „Тракия“.